# Ausquises
Els ausquises (llatí: Auschisae, grec antic: Αὐσχίσαι, Auskhísai) foren un poble libi de la Cirenaica a l'època clàssica, que vivien al sud de Barca i cap a l'oest fins a Berenice. Els seus veïns eren els asbistes, a l'est; la petita tribu dels bacals, amb els quals compartien territori; i els nasamons, a l'oest. Els citen Heròdot, Diodor de Sicília, Claudi Ptolemeu i Nonnos de Panòpolis.